# Язавни
Язавни (укр. Язавні) — село в Самаровской сельской общине Ковельского района Волынской области Украины.
До 2020 года входило в Ратновский район.
Код КОАТУУ — 0724286910. Население по переписи 2001 года составляет 554 человека. Почтовый индекс — 44114. Телефонный код — 3366. Занимает площадь 1,587 км².